# Dura prionodesma
Dura prionodesma är en fjärilsart som beskrevs av Turner 1920. Dura prionodesma ingår i släktet Dura och familjen tofsspinnare. Inga underarter finns listade i Catalogue of Life.